# ایشا تالوار
ایشا تالوار (به انگلیسی: Isha Talwar) (زاده ۲۲ دسامبر ۱۹۸۷) بازیگر هندی است.
از فیلم‌هایی که وی در آن نقش داشته‌است می‌توان به کالاکندی، روزهای بنگلور، شارمجی نامکین، قلبم لغزید و گم شد، بدو عزیزم بدو و ماده ۱۵ اشاره کرد.